# 내정부역정서
내정부 역정사(중국어 정체자: 內政部役政司, 영어: Department of Conscrpition Administration)는 징병제와 대체복무제에 관한 행정사무를 관장하는 중화민국 내정부 산하 병무행정기관이다. 

## 역사
1912년 1월 난징에 중화민국 임시정부를 설립한 당시에는 중화민국 대총통부 산하에 내정부 민정사에서 징병 업무를 맡았다.
1946년, 미군 군사고문단의 조언을 받아들여 국방부를 설립하고 병역국을 특별업무참모부문(特業參謀部門)으로 설치하였다.
1947년 5월 16일, 타이완성 정부가 설립되고 산하 민정청에서 병역처를 설치하였다.
1955년, 역정사가 내정부 산하에 설치되고 민정사에서 병역 업무를 이관받았다.
1999년, 타이완성 정부 민정청 산하 병역처를 병합하여 중부판공실로 개편하였다. 
2000년, 중화민국에 대체복무제를 도입하였다.
2002년, 중부판공실이 역정서로 개편되었다.
2023년 3월 25일, 국립 중싱 대학 난터우 캠퍼스를 중싱 신촌으로 이전하자, 역정서는 신베이시 신뎬구 베이신로 3단 200호 14층 (다핑린 연합개발빌딩)로 옮겨갔다. 그 곳에서 역정서는 역정사로 한 단계 낮아지고, 중싱 신촌지(中興新村址)는 역정사 산하 대체역훈련 및 관리소(替代役訓練及管理中心)가 되었다.

## 구조

### 역정사
- 사장
  - 부사장
    - 병역행정과
    - 병력공급원(兵源)기획과
    - 병역남성(役男)권익과
    - 징병검사과[fn 1]
    - 군인인원배부(兵員配賦)과[fn 1]
    - 대체역기획과[fn 1]

### 대체복무훈련 및 관리소 - 난터우시
- 주임 (역정사 사장이 겸임)
  - 부주임
    - 징집선발모집(중국어 정체자: 甄選, 한자음: 선집)과
    - 교무관고(管考)과[fn 2]
    - 장비보급과[fn 2]
    - 행정관리과[fn 2]
    - 보도관리과
    - 북구독고과
    - 남구독고과
    - 후근관리과
    - 예비역(備役)편성관리(編管)과
    - 연구개발(研發)대채역과

## 계보

### 역정사
- 1946년, 國防部兵役局, 국방부 병역국
- 1955년. 內政部役政司, 내정부 역정사
- 1999년, 內政部役政司中部辦公室, 내정부 역정사 중부판공실
- 2002년 3월 1일
중국어 정체자: 內政部役政署, 병음: Nèizhèngbù Yìzhèngshŭ 네이정부 이정슈[*], 한자음: 역정서
영어: National Conscription Agency
- 2023년 9월 20일
중국어 정체자: 內政部役政司, 한자음: 내정부 역정사
영어: Department of Conscrpition Administration

### 타이완성 병역처
- 1947년 5월 16일, 臺灣省政府民政廳兵役處, 타이완성 정부 민정청 병역처
- 1983년, 臺灣省政府兵役處, 타이완성 정부 병역처

## 같이 보기
- 중화민국의 병역 제도